# Desierto arenoso de Registán-Pakistán del Norte
La ecorregión del desierto arenoso de Registán-Pakistán del Norte (WWF ID: PA1326) cubre la cuenca seca de Sistán del sur de Afganistán y partes del este de Irán y el suroeste de Pakistán. El desierto de Registán es la parte oriental de la cuenca de Sistán. La región es casi en su totalidad un desierto arenoso seco, con algunas tierras de cultivo irrigadas a lo largo de los ríos. Hay algunos humedales estacionales en la desembocadura occidental del río Helmand hacia el lago Hamun. La región alberga cinco especies endémicas de reptiles.

## Ubicación y descripción

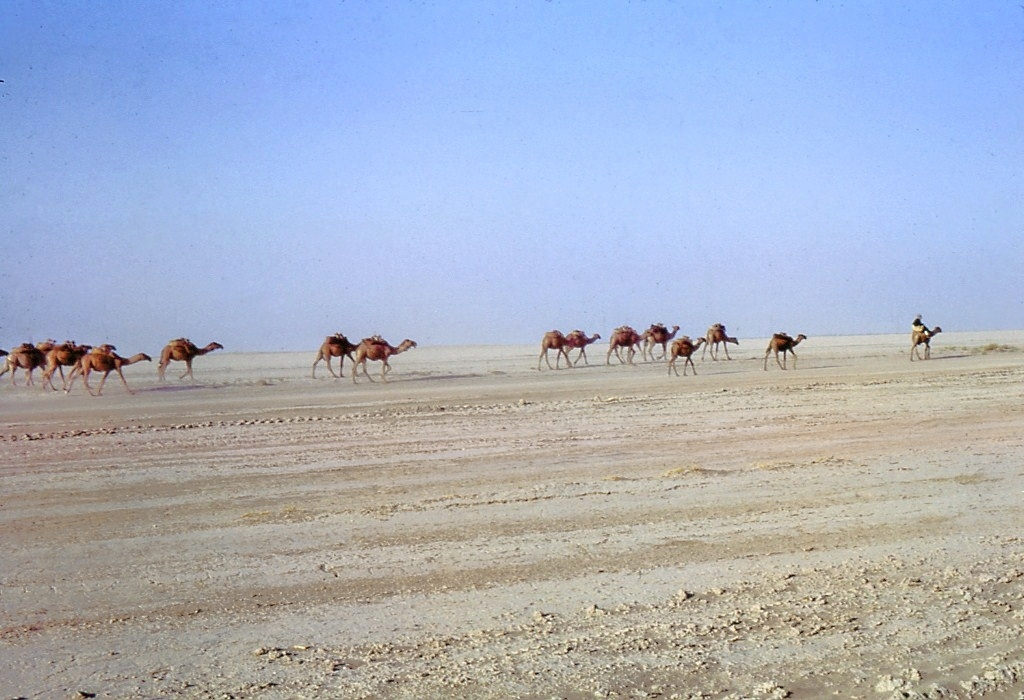
Caravana en el desierto de Registán.

La cuenca de la ecorregión tiene unos 500 km de diámetro y está rodeada de montañas. El río Helmand atraviesa el desierto desde el noreste (en Kandahar) hasta el suroeste, donde desemboca en el lago endorreico (sin salida al mar) Hamun. El punto más bajo de la cuenca es la depresión de Godzareh, a 466 metros. La altitud media de la ecorregión es de 878 metros y la máxima de 2.760 metros. Hay tres desiertos distintos en la cuenca: el Dasht-e Margo, el desierto de Registán y el Dasht-e Khash.
Al norte se encuentran las cadenas montañosas centrales de Afganistán, que son en sí mismas las extensiones occidentales de las montañas Hindu Kush. Al este se encuentran las montañas Sulaiman de Pakistán, al sur la Cordillera Central Makran en Pakistán y al oeste la región de las cuencas del desierto de Persia Central. En el medio corren las colinas de granito Chagai a lo largo de la frontera entre Afganistán y Pakistán.

## Clima
El clima de la ecorregión es Clima desértico frío ( Clasificación climática de Köppen (BWk) ). Este clima presenta condiciones desérticas calurosas en verano, pero más frescas que los desiertos cálidos. Los inviernos son fríos y secos. La media de al menos un mes es inferior a 0 °C

## Flora y fauna
La cuenca es una de las regiones más secas del planeta; el 95% del territorio está desnudo o tiene escasa vegetación. El 4% de la tierra está cultivada y se riega en las tierras fértiles a lo largo de los principales ríos: el río Helmand, el río Farah y el río Khash .
La riqueza de especies es bastante alta para un desierto, con 391 especies de vertebrados. Pero las únicas especies endémicas son un pequeño número de reptiles: el agama cabeza de sapo afgano ( Phrynocephalus clarkorum ), el gecko de Missone ( Rhinogekko misonnei ), el corredor de hocico puntiagudo ( Eremias acutirostris ) (una lagartija) y el corredor de cabeza oscura ( Eirenis Mcmahoni ).

## Áreas protegidas
Menos del 2% de la ecorregión está protegida oficialmente. Estas áreas protegidas incluyen:
- Lago Hamun
- Santuario de Vida Silvestre Ras Koh